# Animula dichroa
Animula dichroa är en fjärilsart som beskrevs av Herrich-Schäffer 1856. Animula dichroa ingår i släktet Animula och familjen säckspinnare. Inga underarter finns listade i Catalogue of Life.